# Luke Locates the Loot
Luke Locates the Loot (Luke Locates the Lute) è un cortometraggio muto del 1916 prodotto e diretto da Hal Roach.  Interpretato da Harold Lloyd, il film fa parte della serie di comiche che avevano come protagonista il personaggio di Lonesome Luke.

## Trama
Il detective Luke investiga su di una rapina avvenuta durante un ricevimento, dove i ladri hanno rubato i gioielli delle signore.

## Produzione
Il film fu prodotto da Hal Roach per la Rolin Films. Venne girato dal 6 al 10 luglio 1916.

## Distribuzione
Distribuito dalla Pathé Exchange, il film - un cortometraggio in una bobina - uscì nelle sale cinematografiche USA il 24 dicembre 1916.
Copia della pellicola viene conservata negli archivi del National Film Archive of the British Film Institute.